# باوانگ
باوانگ (انگلیسی: Bawang) شرکت لوازم بهداشتی چینی است، که در سال ۱۹۸۹ تأسیس شد.